# Mabla
Mabla är en bergskedja i Djibouti.   Den ligger i regionen Obock, i den östra delen av landet, 40 km norr om huvudstaden Djibouti.